# Moses Salomon Gumpertz
Moses Salomon Gumpertz (geboren in Metz; gestorben 11. Mai 1742 in Prag) war ein jüdischer Mediziner.
Der Sohn des Prager Arztes Salomon Gumpertz (gestorben 1729) wurde am 22. Juli 1721 an der Brandenburgischen Universität Frankfurt als Medizinstudent immatrikuliert; er wurde im selben Jahr ebendort als erster Jude in Deutschland promoviert und wirkte dann als Arzt der Prager jüdischen Gemeinde.
Als erster promovierter deutscher Jude gilt jedoch auch Moses Sobernheim (Halle 1724).